# Camurac
Camurac  es una pequeña localidad y comuna francesa, situada en el departamento del Aude en la región de Languedoc-Roussillon. 
A sus habitantes se les conoce por el gentilicio Camuracois.

## Lugares de interés
única estación de esquí del Aude
Murales de pinturas y esculturas sobre el patrimonio y la historia del pueblo (los cátaros) del pintor escultor Bernard Romain
camuraconte-moi

## Demografía
| 141 | 160 | 176 | 134 | 149 | 132 |
| Para los censos de 1962 a 1999 la población legal corresponde a la población sin duplicidades (Fuente: INSEE [Consultar]) |     |     |     |     |     |

(Población sans doubles comptes según la metodología del INSEE).